# Vlajka Protektorátu Čechy a Morava

Vlajka Protektorátu Čechy a Morava (1939–1945)
Poměr stran: 2:3

Vlajka Protektorátu Čechy a Morava byla tvořena listem o poměru stran 2:3 se třemi vodorovnými pruhy: bílým, červeným a modrým. Vlajka byla přijatá na základě zákona č. 222/1939 Sb.
Barvy vlajky vycházely ze státních barev z roku 1920, které odkazovaly na barvy panslovanské. Barvy bílá a červená jsou tradiční barvy Čech, zatímco modrá barva byla převzata ze znaku Moravy.

## Užívání v Protektorátu

Vlajka Protektorátu Čechy a Morava fakticky užívána od 15. března 1939 do 19. září 1939

Po okupaci 15. března 1939 a zřízení Protektorátu výnosem o zřízení Protektorátu Čechy a Morava, se jako státní vlajka fakticky užívala dosavadní československá vlajka ukotvena v zákonech. Jako symbol vstupu země pod protektorátní správu Německa byla dosavadní vlajka vyvěšena např. 19. března 1939 na mohutné vojenské přehlídce německých ozbrojených sil na Václavském náměstí v Praze, kde byla vystavena na čestném místě vedle vlajky Třetí říše a vlajky Wehrmachtu.
Nová vlajka byla přijata na základě zákonného nařízení protektorátní vlády č. 222/1939 Sb. dne 19. září 1939. Poté byla předchozí vlajka s klínem vládními úřady zakázána jako symbol prozatímního státního zřízení ustanoveného v průběhu let 1939–1940 v Londýně.

## Symbolika
Vzhledem k tomu, že pro vlajku byly použity státní barvy, je tato vlajka stále součástí státní symboliky, české trikolory, s tímtéž pořadím barev. Protože se však již nejedná o vlajku v pravém slova smyslu, není nikterak dán žádný závazný poměr stran a může být použita například i v podobě dekorativních stužek.